# Dolores Recordings
Dolores Recordings és una companyia discogràfica sueca, fundada el 1991 per Ismail Samie, que treballava per Telegram Studios. Ha passat per diverses distrubuidoras la discogràfica i diverses empreses matrius.
Principalment s'enfoca a recollir artistes de Suècia, principalment del rock, indie pop i indie rock.
El maig de 2021, Dolores Recordings va passar a ser propietat de Round Hill Music.